# Приворотень смитнянський
{{#ifeq:0|0|{{#if:Alchemilla smytniensis|{{#if:|[[]}}|[[]]}}}}
Приворотень смитнянський (Alchemilla smytniensis) — вид квіткових рослин родини трояндових (Rosaceae).

## Біоморфологічна характеристика
Рослина 5–25 см заввишки. Стебла до 1/3–1/2 запушені дуже слабо притиснутими волосками. Ніжки листків запушені. Листові пластинки зовнішніх листків ниркоподібні чи округло-ниркоподібні, внутрішніх — округлі, розчленовані до 1/6–1/4 ширини, з 7–9 лопатями; лопаті з кожного боку з 6–8 гострими, трикутними зубцями. Квітки зелені, 3.5–4.5 мм у діаметрі; гіпантій голий; чашолистки яйцювато-трикутні, майже рівні по довжині гіпантію.

## Поширення
Ендемік Карпат: Україна, Польща.
В Україні росте у Карпатах (Ґорґани), на Опіллі — на лісових луках, дуже рідко.